# Tungufjall (berg i Island, Norðurland eystra)
Tungufjall är ett berg i republiken Island. Det ligger i regionen Norðurland eystra, 240 km nordost om huvudstaden Reykjavík. Toppen på Tungufjall är 994 meter över havet, eller 330 meter över den omgivande terrängen. Bredden vid basen är 9,4 km.
Trakten runt Tungufjall är nära nog obefolkad, med mindre än två invånare per kvadratkilometer. Det finns inga samhällen i närheten. Trakten runt Tungufjall består i huvudsak av gräsmarker.